# Shrekből az angyal
A Shrekből az angyal (eredeti cím: Shrek the Halls) amerikai televíziós 3D-s számítógépes animációs film, amely a Shrek történet fonalát a Harmadik Shrek fonalán folytatja, és a karácsonyi készülődést mutatja be. A filmben ismét azok a színészek adták hangjukat a karaktereknek, akik az előző 3 részben is.
Magyarországon a premierje 2007. december 25-én volt.

## Cselekmény
Shrek egyáltalán nem várja a karácsony közeledtét, sőt, fogalma sincs róla, hogyan zajlik. Miután egy boltostól szerez egy példányt a Karácsony fajankóknak című használati útmutatóból, nekilát a ház feldíszítésének. Az eseményekbe azonban rendesen bekavarnak Shrek barátai, akik részt vesznek a partin. A karácsonyról mindannyian elmondják véleményüket: Szamár édességekről ábrándozik, Csizmás Kandúr latin-amerikai macsóként képzeli el a Télapót, míg Mézi szerint a Mikulás felzabálta a barátnőjét. Végül az este botrányba fullad, Shrek kikergeti az egész vendégsereget (akik között feltűnnek az összes eddigi rész szereplői). Ennek ellenére az egész cselekmény happy enddel végződik, mert Fiona hercegnő javaslatára kibékülnek, és meghitten ünnepelhetik meg az ogre-család első karácsonyát.

## Szereposztás
| Szereplő       | Eredeti hang     | Magyar hang     |
| -------------- | ---------------- | --------------- |
| Shrek          | Mike Myers       | Gesztesi Károly |
| Szamár         | Eddie Murphy     | Kerekes József  |
| Fiona          | Cameron Diaz     | Für Anikó       |
| Csizmás Kandúr | Antonio Banderas | Selmeczi Roland |
| Pinokkió       | Cody Cameron     | Katona Zoltán   |
| Mézi           | Conrad Vernon    | Bolba Tamás     |
| Farkas         | Aron Warner      | Albert Péter    |
| Első malac     | Cody Cameron     | Bodrogi Attila  |
| Második malac  | Cody Cameron     | Kapácsy Miklós  |
| Harmadik malac | Cody Cameron     | Kossuth Gábor   |
| Suzie          | Susan Fitzer     | Simonyi Piroska |

## Televíziós premierek
A produkció 2007-ben készült; szinte kivétel nélkül decemberben mutatták be, egyedül az Amerikai Egyesült Államokban november 28-án. Ausztráliában december 1-jén, Kanadában december 3-án, Mexikóban december 16-án. December 20-án az Egyesült Arab Emírségek tűzte műsorára. December 23-án került műsorra Belgiumban, Chilében, Németországban és Új-Zélandon. Rá egy nappal, szenteste napján Csehország, Portugália, Lettország és az Egyesült Királyság. December 25-én Malajzia, Magyarország, Írország, India, Lengyelország, Brazília, Bulgária és Franciaország sugározta.